# آيت عميرة (آيت اعميرة)
آيت عميرة هي إحدى مشيخات المملكة المغربية، تتبع جغرافيا لإقليم شتوكة آيت باها وإداريًا لآيت اعميرة. يقدر عدد سكانها بـ 34175 نسمة حسب الإحصاء الرسمي للسكان والسكنى لسنة 2004.